# Ute Schaeffer

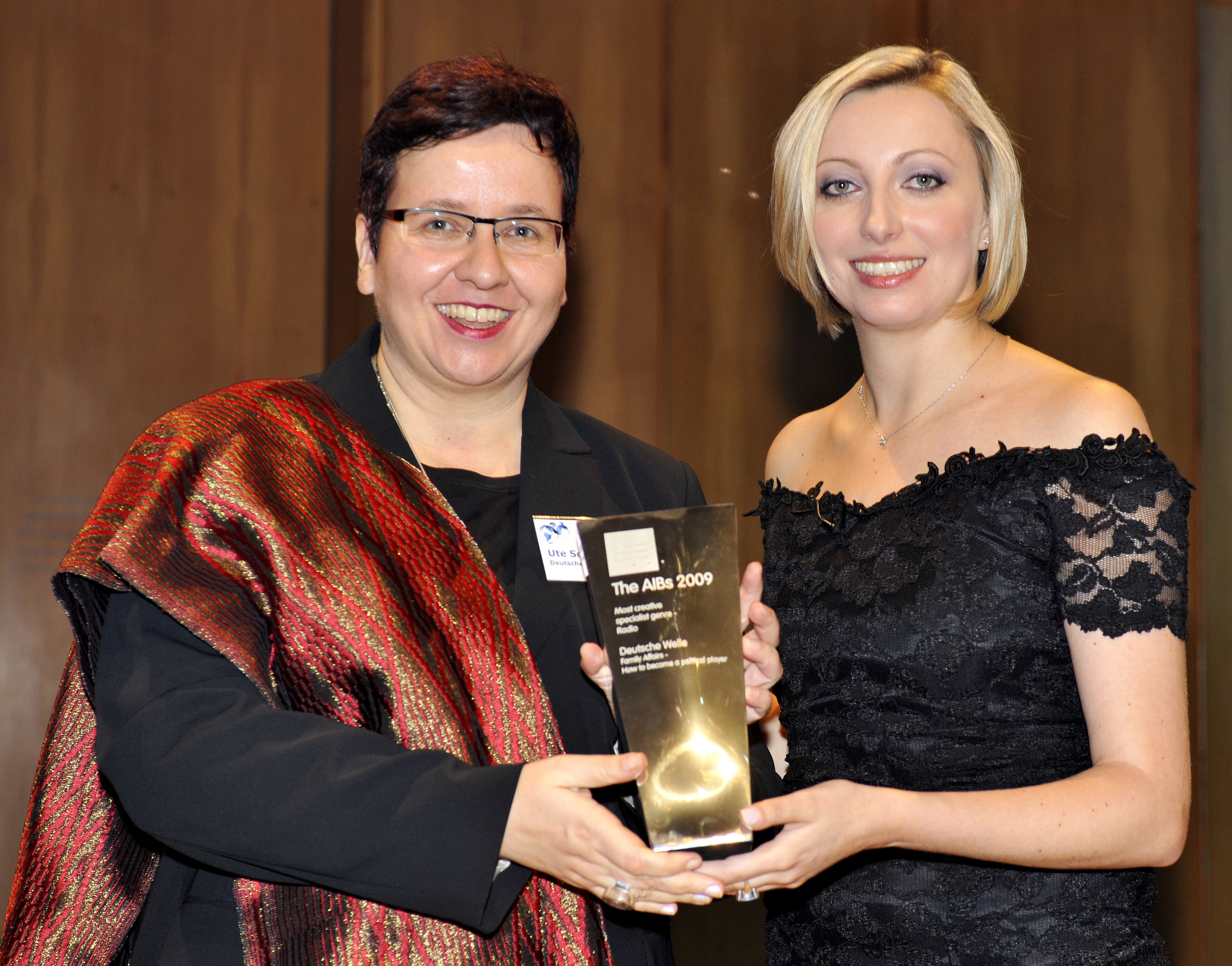
Ute Schaeffer (links) bei der Preisverleihung der Association for International Broadcasting (2009)

Ute Schaeffer (* 29. September 1968) ist eine deutsche Journalistin. Sie ist Pressesprecherin der GIZ und leitet die Medien- und Öffentlichkeitsarbeit. Von 2011 bis 2014 war sie Chefredakteurin der Deutschen Welle, anschließend stellvertretende Leiterin der DW Akademie.

## Beruflicher Werdegang
Ute Schaeffer studierte Kunstgeschichte, Geschichte, Vergleichende Literaturwissenschaft und Romanistik an der Universität Bonn. Während des Studiums war sie als freie Journalistin für  Printmedien, Radio, und Fernsehen tätig. Nach einer Ausbildung zur Redakteurin bei der Deutschen Welle arbeitete sie zunächst von 1996 bis 1999 als Redakteurin für Wirtschaft und Politik beim deutschen Auslandssender. 1999 wechselte sie als Chefin vom Dienst in die Mittel-Osteuropa-Redaktion der DW. Dort verantwortete sie den Aufbau des neuen Ukrainischen Programms, das sie von 2001 bis 2005 leitete. Im Jahr 2005 wechselte Ute Schaeffer zusätzlich zu ihrer Funktion als Leiterin der DW-Radio-Französisch-Angebote als Leiterin in die DW-Hauptabteilung Afrika, welche multimediale Programme in den Sprachen Englisch, Französisch, Portugiesisch, Haussa, Kisuaheli und Amharisch sowie Arabisch umfasste. Von 2011 bis 2014 war Ute Schaeffer Chefredakteurin der Deutschen Welle, zuständig für die multimedialen Inhalte (TV, Radio und Online) in 28 verschiedenen Sprachen. In dieser Zeit verantwortete sie verschiedene Multimediaproduktionen, darunter das mit dem Grimme-Online Award ausgezeichnete Projekt Plan B - Junge Wege aus der Krise.
Von 2014 bis 2019 war Ute Schaeffer als stellvertretende Leiterin der DW Akademie für Projekte der Medienentwicklungszusammenarbeit in mehr als 50 Ländern weltweit verantwortlich. Seit März 2019 arbeitet Schaeffer als Pressesprecherin und Leiterin für Medien- und Öffentlichkeitsarbeit bei der Deutschen Gesellschaft für Internationale Zusammenarbeit (GIZ) GmbH.
Längere Auslandsaufenthalte führten Ute Schaeffer u. a. in 20 Staaten Subsahara-Afrikas, in den Nahen Osten, die Golfstaaten sowie nach Osteuropa. Schwerpunkte ihrer journalistischen Berichterstattung sind u. a.  Internationale Politik, Menschenrechte sowie politische Transformationsprozesse.

## Publikationen
- Fake statt Fakt. Wie Populisten, Bots und Trolle unsere Demokratie angreifen. dtv, 2018
- Act Digital! Wie Medien in Afrika einen Beitrag zu Demokratie und Entwicklung leisten. In: CSR und Digitalisierung : der digitale Wandel als Chance und Herausforderung für Wirtschaft und Gesellschaft, Berlin : Springer Gabler, 2017[7]
- Teilen, posten, folgen ... siegen? Die neuen Informationskriege / Ute Schaeffer. Ebd.
- Einfach nur weg. Die Flucht der Kinder. dtv, 2016[8]
- Kein Recht auf digitale Teilhabe in vielen Ländern, https://www.boell.de/de/2016/09/13/shrinking-civic-spaces-das-recht-auf-digitale-teilhabe-wird-vielen-regionen
- Ukraine: Reportagen aus einem Land im Aufbruch, Wagenbach 2015
- Journalistisches Arbeiten im konvergenten Markt. In: Handbuch International Media Studies, Bd. 1, 2011
- Afrikas Macher - Afrikas Entscheider. Reportagen zur afrikanischen Gegenwart. März 2011
- Redet nicht über sondern mit uns In: Köhler, Horst: Schicksal Afrika, Rowohlt, 2010